# Laura Samson
Laura Samson (auch Laura Samsonová; * 10. März 2008) ist eine tschechische Tennisspielerin.

## Karriere
Laura Samson begann bereits im Alter von vier Jahren mit dem Tennis. Bereits als Juniorin feierte sie große Erfolge, wie den Gewinn des Junior Masters 2021 der U-14-Jährigen in Monte Carlo und weiterer Einzel- und Doppeltitel auf der ITF Junior Tour. Außerdem nahm sie 2021 und 2022 am Les Petits As teil.
2023 startete sie bei den French Open, wo sie im Juniorinneneinzel in der ersten Runde gegen Ena Koike verlor, im Juniorinnendoppel mit Partnerin Alena Kovačková das Achtelfinale erreichte. Mitte Juli holte sie beim Juniorinnendoppel in Wimbledon an der Seite von Kovačková den Titel gegen Hannah Klugman/Isabelle Lacy mit 6:4 und 7:5. Mit einer Wildcard ausgestattet nahm sie im August beim Zubr Cup 2023 in Přerov erstmals an einem Profiturnier teil. Sie verlor ihre Erstrundenbegegnung gegen Mia Ristić mit 0:6 und 0:6. Im September bei den US Open erreichte sie im Juniorinneneinzel das Halbfinale und im Juniorinnendoppel an der Seite von Kovačková das Viertelfinale.
2024 konnte sie im Februar ihren ersten ITF-Titel im Einzel im tunesischen Monastir gewinnen. Bisher gewann Samson vier Einzeltitel auf der ITF Women’s World Tennis Tour.

## Turniersiege
Einzel 
| Nr. | Datum            | Turnier       | Kategorie | Belag     | Finalgegnerin  | Ergebnis      |
| --- | ---------------- | ------------- | --------- | --------- | -------------- | ------------- |
| 1.  | 11. Februar 2024 | Monastir      | ITF W15   | Hartplatz | Selina Dal     | 6:1, 6:3      |
| 2.  | 19. Mai 2024     | Kranjska Gora | ITF W15   | Sand      | Oana Gavrilă   | 6:1, 6:4      |
| 3.  | 26. Mai 2024     | Bol           | ITF W15   | Sand      | Sara Svetac    | 6:1, 6:2      |
| 4.  | 15. Juni 2025    | Česká Lípa    | ITF W75   | Sand      | Carolina Alves | 2:6, 6:2, 6:3 |

## Abschneiden bei Grand-Slam-Turnieren

### Juniorinneneinzel
| Turnier         | 2023 | Karriere |
| --------------- | ---- | -------- |
| Australian Open | —    | —        |
| French Open     | 1    | 1        |
| Wimbledon       | 2    | 2        |
| US Open         | HF   | HF       |

Zeichenerklärung: S = Turniersieg; F, HF, VF, AF = Einzug ins Finale / Halbfinale / Viertelfinale / Achtelfinale; 1, 2, 3 = Ausscheiden in der 1. / 2. / 3. Hauptrunde; nicht ausgetragen

### Juniorinnendoppel
| Turnier         | 2023 | Karriere |
| --------------- | ---- | -------- |
| Australian Open | —    | —        |
| French Open     | AF   | AF       |
| Wimbledon       | S    | S        |
| US Open         | VF   | VF       |